# فرانک سینوت
فرانک سینوت (انگلیسی: Frank Synott; ۲۸ دسامبر ۱۸۹۰ – ۱۲ اکتبر ۱۹۴۵) ورزشکار هاکی روی یخ اهل ایالات متحده آمریکا بود.
وی در مسابقات کشوری و بین‌المللی در مجموع برندهٔ ۲ مدال نقره شده‌است.